# Ievgueni Liapin
Ievgueni Liapin (rus: Евгений Сергеевич Ляпин)  (Odessa, 19 de setembre de 1914 - Sant Petersburg, 13 de gener de 2005) va ser un matemàtic soviètic.

## Vida i Obra
Liapin va néixer a Odessa, fill de professors de matemàtiques de secundària. La família es va traslladar a Sant Petersburg el 1917 i Liapin va estudiar matemàtiques a la universitat Estatal de Leningrad (avui de Sant Petersburg) en la qual es va graduar el 1936 i es va doctorar el 1939 amb una tesi sobre la descomposició dels grups abelians dirigida per Vladímir Tartakovski. Aquest mateix any va iniciar els seus treballs de recerca dirigint el seminari d'àlgebra de la universitat. En ser envaïda la Unió Soviètica per l'exèrcit nazi i començar el setge de Leningrad, Liapin va treballar per l'observatori geofísic de la ciutat, a més de col·laborar en la supervivència dels assetjats. Acabada la Segona Guerra Mundial, va obtenir l'habilitació docent i es va incorporar al departament d'àlgebra de la universitat Herzen en la qual va romandre fins que es va retirar el 1982.
Els treballs de Liapin en teoria dels semigrups van ser pioners, tot i l'oposició de la burocracia soviètica que considerava el tema incompatible amb el marxisme i que el va arribar a apartar momentàniament del departament el 1949. El 1960 va publicar la monografia més influent sobre el tema: Полугруппы (Semigrups) que va ser ràpidament traduïda a l'anglès (1963) i reeditada en diverses ocasions. Va publicar més d'un centenar d'articles científics, la gran majoria dels quals sobre aquest tema.